# Miguel Ángel Raimondo
Miguel Ángel Raimondo (Rosario, 12 dicembre 1943) è un ex calciatore argentino, di ruolo centrocampista.
Gioca per Rosario Central e Atlanta, prima di trasferirsi all'Independiente: vince due titoli argentini (1970 e 1971), 3 Libertadores consecutive (1972-1974), 2 Interamericane (1972 e 1974) e l'Intercontinentale 1973. Nel 1975 passa al River Plate, dove resta un solo anno vincendo entrambi i titoli argentini del Metropolitano e del Nacional. Nel 1976 chiude la carriera all'All Boys.
Nel 1974 è eletto calciatore argentino dell'anno.

## Palmarès

### Club

#### Competizioni nazionali
- Campionato argentino: 4

Independiente: Metropolitano 1970, Metropolitano 1971
River Plate: Metropolitano 1975, Nacional 1975

#### Competizioni internazionali
- Coppa Libertadores: 3

Independiente: 1972, 1973, 1974
- Coppa Interamericana: 2

Independiente: 1972, 1974
- Coppa Intercontinentale: 1

Independiente: 1973

### Individuale
- Calciatore argentino dell'anno: 1

1974